# عصيد حسين
عصيد حُسَيْن (1973 -) فنان تشكيلي ورسام كاريكاتير مغربي. من مواليد مدينة القنيطرة شمال المملكة المغربية. خريج كلية الاداب تخصص لغة عبرانية وتاريخ اللغات السامية. هجر الدراسات الأدبية ليحترف الرسم سنة 2001. اشتغل كرسام قصص أطفال بالمعهد الملكي للثقافة الأمازيغية بالرباط قبل أن يلتحق بالصحافة المكتوبة كرسام كاريكاتير. تَبَوَّأ وبسرعة مراتب متقدمة بين الرسامين المغاربة فحصل على التوالي على الجائزة الكبرى للكاريكاتير المغربي سنتي 2007 و2008. لا يزال يعمل وينشر في عدد من الصحف المغربية.